# Ahmednagar (stad)
Er zijn twee steden met de naam Ahmednagar, in hetzelfde gelijknamige district Ahmednagar.

## Nagar panchayat (M.Cl.)
Ahmednagar is een nagar panchayat in het district Ahmednagar van de Indiase staat Maharashtra.

### Demografie
Volgens de Indiase volkstelling van 2001 wonen er 307.455 mensen in Ahmednagar, waarvan 52% mannelijk en 48% vrouwelijk is. De plaats heeft een alfabetiseringsgraad van 78%.

## Stad en gemeente (C.B.)
Ahmednagar is een stad en gemeente in het district Ahmednagar van de Indiase staat Maharashtra.

### Demografie
Volgens de Indiase volkstelling van 2001 wonen er 39.941 mensen in Ahmednagar, waarvan 63% mannelijk en 37% vrouwelijk is. De plaats heeft een alfabetiseringsgraad van 84%.

## Geboren
- Spike Milligan (1918-2002), Brits/Iers komiek, schrijver, acteur

## Foto's

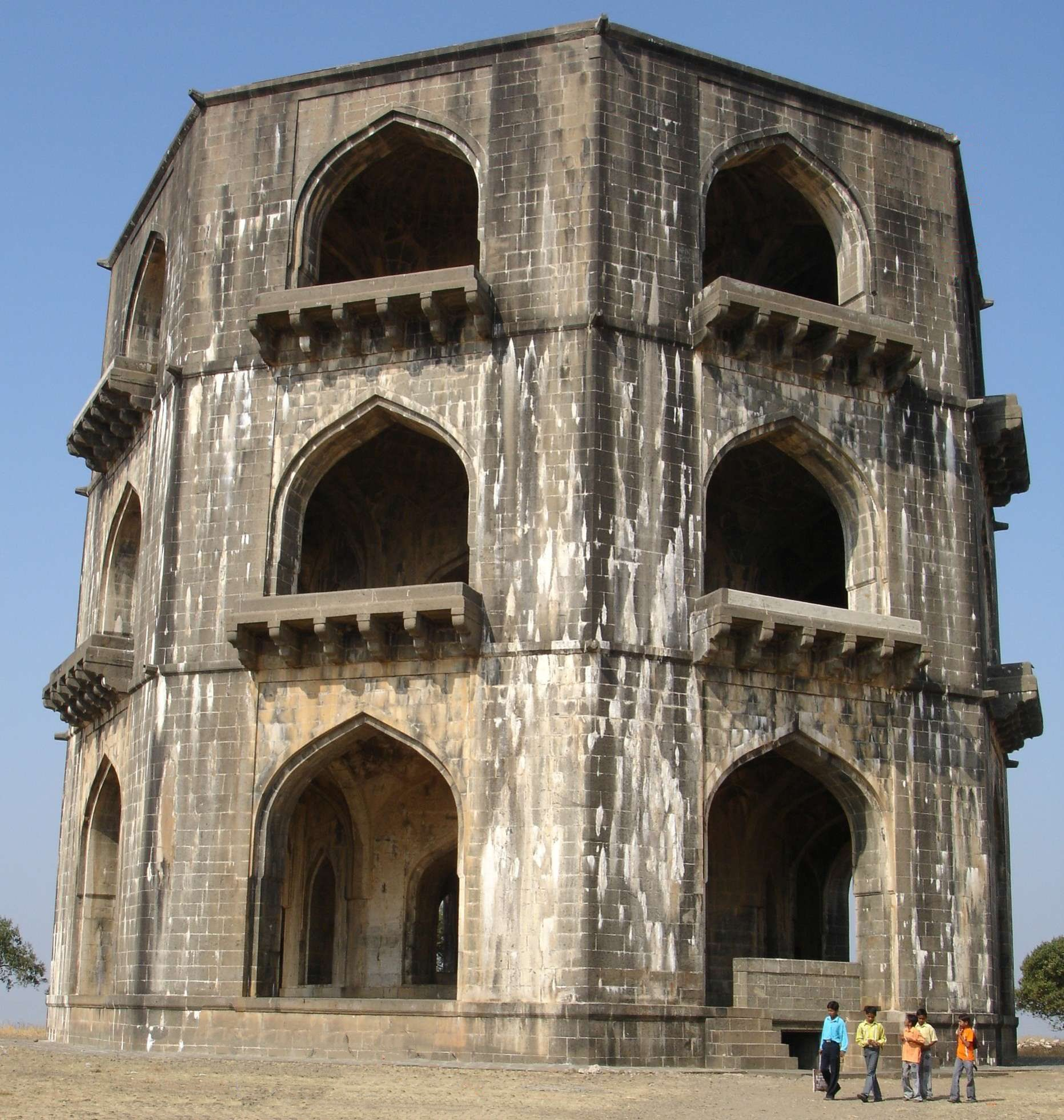
16e-eeuwse graftombe
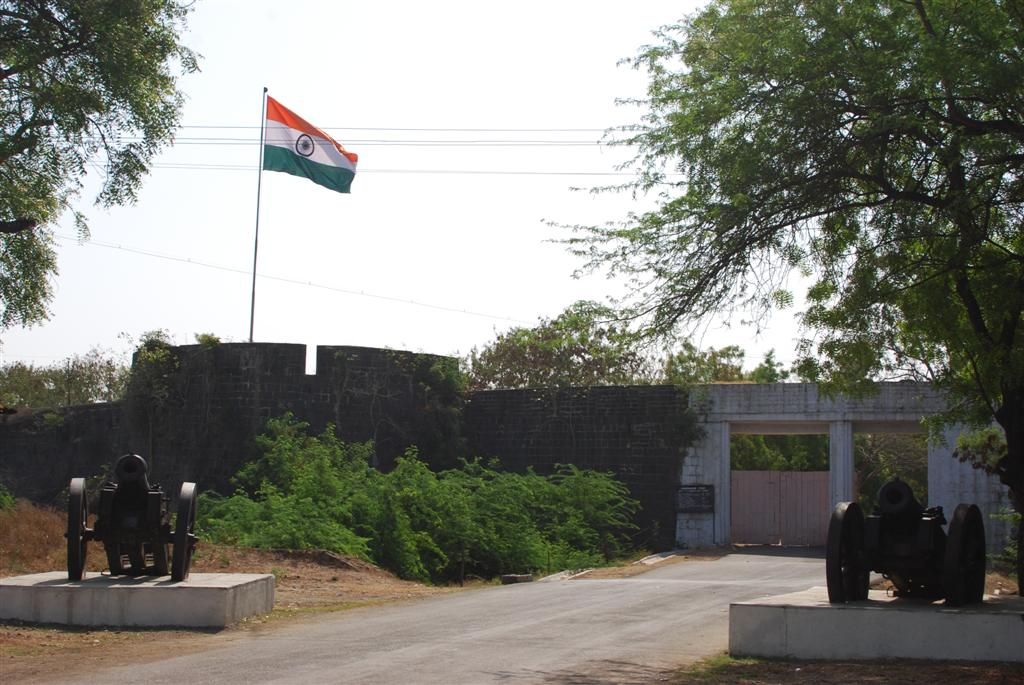
Fort
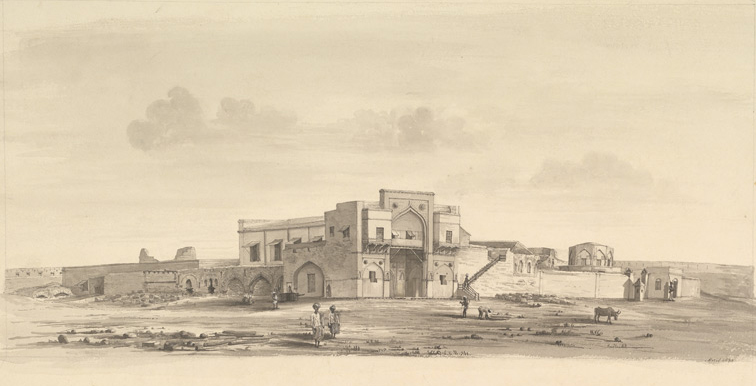
Fort